# Légzőgyökér

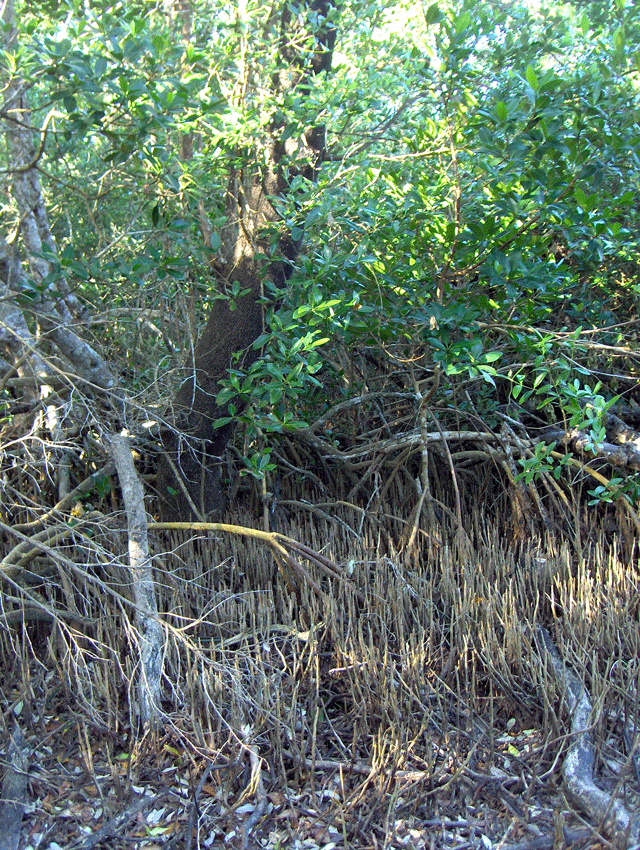
Mangrove légzőgyökerei

A légzőgyökér (latin: pneumatofora) egyes fás szárú növények föld feletti, felfelé növő légzőgyökerei, amelyek föld alatti gyökerekből vagy rizómákból fejlődnek ki. 
Olyan gyökérmódosulás, amely arra szolgál, hogy a mocsaras, lápos területen és a tengerpartok árapály zónájában élő magasabbrendű növények gyökerét ellássa levegővel.
A légzőgyökerek átszellőztető alapszövetet tartalmaznak, ami eljuttatja az oxigént a gyökér többi szövetének.
A légzőgyökerek leginkább egyes mangrove fajokra (sonneratia, avicennia ), néhány pálmára, az amerikai mocsárciprusra  és a Jussieua repensre jellemzőek.